# Stefan Höck
Stefan Höck (Benediktbeuern, 10 de mayo de 1963) es un deportista alemán que compitió para la RFA en biatlón.
Participó en los Juegos Olímpicos de Calgary 1988, obteniendo una medalla de plata en la prueba por relevos.

## Palmarés internacional
| Representando a la Alemania Occidental |                  |                  |         |
| Juegos Olímpicos                       |                  |                  |         |
| Año                                    | Lugar            | Medalla          | Prueba  |
| 1988                                   | Calgary (Canadá) | Medalla de plata | Relevos |